# 小原站
小原站（日语：／ Obara eki */?）是位於岡山縣久米郡美咲町小原，西日本旅客鐵道（JR西日本）的津山線車站。

## 歷史
- 1956年（昭和31年）10月1日 - 日本國有鐵道津山線誕生寺站至龜甲站之間新設此站。
  - 當時車站地址是岡山縣久米郡中央町（日语：中央町 (岡山県)）小原。
- 1987年（昭和62年）4月1日 - 伴隨國鐵分割民營化，車站由西日本旅客鐵道（JR西日本）營運。
- 2005年（平成17年）3月22日 - 隨著美咲町成立，車站地址變成岡山縣久米郡美咲町小原。

## 車站構造

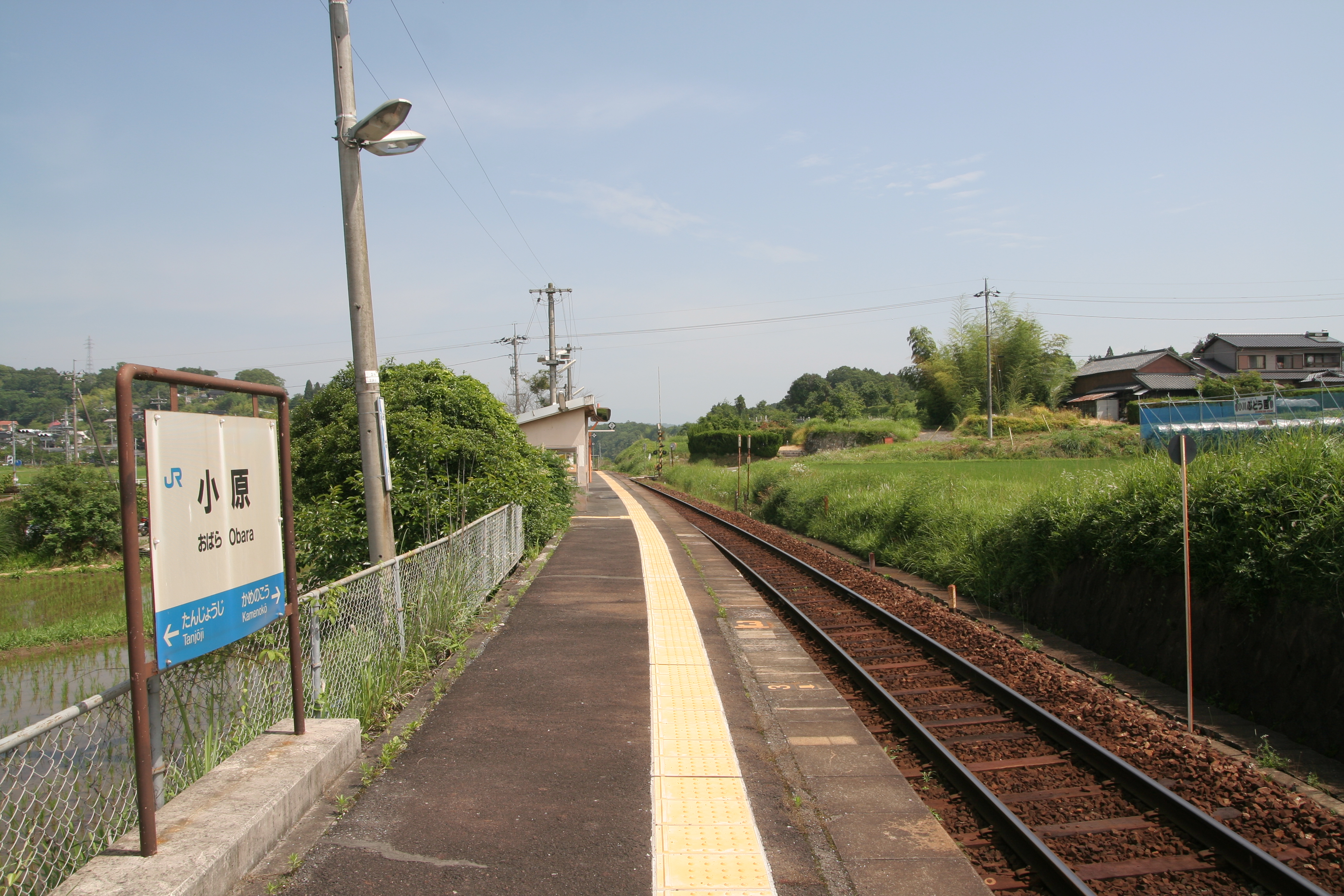
月台（2009年6月24日）

車站是一座地面車站，設有1面1線單式月台，前往津山方向的列車會開啟左邊車門。前往津山方向和岡山方向的列車使用同一月台。
此站是由津山站管理的無人車站，沒有自動售票機等設備。此站只有候車室。車站出入口直接連接月台。

## 使用狀況
以下為近年1日平均乘車人次列表：
| 乘車人次變化 | 乘車人次變化    |
| 年度         | 1日平均乘車人次 |
| ------------ | --------------- |
| 1999         | 61              |
| 2000         | 63              |
| 2001         | 56              |
| 2002         | 60              |
| 2003         | 62              |
| 2004         | 64              |
| 2005         | 61              |
| 2006         | 57              |
| 2007         | 45              |
| 2008         | 40              |
| 2009         | 44              |
| 2010         | 33              |
| 2011         | 31              |
| 2012         | 28              |
| 2013         | 29              |
| 2014         | 27              |
| 2015         | 36              |
| 2016         | 27              |
| 2017         | 29              |
| 2018         | 30              |

## 車站周邊
- 國道53號（日语：国道53号）

## 相鄰車站
西日本旅客鐵道（JR西日本）
 津山線
■快速「壽」（津山站至岡山站之間快速列車）
通過
■快速「壽」（福渡站至岡山站之間快速列車）、■普通
龜甲－小原－誕生寺

## 注腳
1. ↑  岡山縣統計年報

## 外部連結
- 小原｜車站資訊：JR出門網 - 西日本旅客鐵道（日語）